# Євразійська патентна організація
Євразійська патентна організація (ЄАПО) (рос. Евразийская патентная организация (ЕАПО)) — міжнародна організація, створена в 1995 році Євразійською патентною конвенцією (ЄАПК) для видачі євразійських патентів. Офіційною мовою ЄАПВ є російська, а її нинішнім президентом є Сауле Тлевлесова. Штаб-квартира ЄАПВ знаходиться в Москві, Росія.

## Членство та підписанти

### Держави-члени
Станом на лютий 2021 року наступні 8 країн є державами-учасницями РЄАП і, отже, членами Євразійської патентної організації:
- Азербайджан
- Білорусь
- Вірменія
- Казахстан
- Киргизстан
- Таджикистан
- Туркменістан
- Росія

### Колишні члени
Молдова є колишнім членом Євразійської патентної організації. 26 жовтня 2011 року Молдова денонсувала Євразійську патентну конвенцію, що означає, що з 26 квітня 2012 року вона більше не є учасником Конвенції. У грудні 2011 року Адміністративна рада Європейської патентної організації санкціонувала переговори щодо «угоди про валідацію та співпрацю» між Європейським патентним відомством (ЄПВ) і Молдовою. Угода про валідацію з Молдовою набула чинності 1 листопада 2015 року.
Хоча Молдова вийшла з Євразійської патентної організації, Агентство інтелектуальної власності Молдови підписало Угоду про співпрацю між Молдовою та Євразійським патентним відомством у 2017 році.

### Підписанти, які не стали членами
Хоча Україна та Грузія спочатку підписали Євразійську патентну конвенцію, вони її не ратифікували.
Очікувалося, що в 2019 році переговори між Європейським патентним відомством (ЄПВ) і Грузією приведуть до угоди про валідацію, подібної до тієї, що існує між ЄПВ і Молдовою.

## Міжнародна співпраця
ЄАПВ співпрацює з іншими патентними організаціями та підписала меморандуми про взаєморозуміння з такими:
- Європейська агенція інтелектуальної власності
- Всесвітня організація інтелектуальної власності

### Програма PPH
Програма Patent Prosecution Highway Programme (PPH Programme) — це двосторонні угоди між Євразійським патентним відомством та іншими патентними відомствами, спрямовані на надання заявникам можливостей отримати патент швидше та ефективніше в одному з патентних відомств-учасників. Програма дозволяє пришвидшити експертизу патентів порівняно із заявками патентних відомств, які не беруть участь у програмі. Зараз партнерські відомства, які беруть участь у програмі, включають Японське патентне відомство, Європейське патентне відомство, Китайське національне управління інтелектуальної власності, Корейське відомство інтелектуальної власності та Фінське відомство патентів і реєстрації.

### Обмін патентною документацією
Крім того, згідно з даними на власному веб-сайті, ЄАПВ підтримує різні угоди про обмін патентною документацією з 38 країнами Азії, Європи та Північної Америки.